# Amphidelus uniformis
Amphidelus uniformis är en rundmaskart som beskrevs av Robert Folger Thorne 1939. Amphidelus uniformis ingår i släktet Amphidelus och familjen Alaimidae. Inga underarter finns listade i Catalogue of Life.